# Olympische Sommerspiele 1996/Teilnehmer (Indonesien)
| Gelbes Symbol für Goldmedaillen mit stilisierten Olympischen Ringen | Graues Symbol für Silbermedaillen mit stilisierten Olympischen Ringen | Braundes Symbol für Bronzemedaillen mit stilisierten Olympischen Ringen |
| ------------------------------------------------------------------- | --------------------------------------------------------------------- | ----------------------------------------------------------------------- |
| 1                                                                   | 1                                                                     | 2                                                                       |

Indonesien nahm an den Olympischen Sommerspielen 1996 in Atlanta, USA, mit einer Delegation von 40 Sportlern (23 Männer und 17 Frauen) teil.

## Medaillengewinner
Mit einer gewonnenen Gold-, einer Silber- und zwei Bronzemedaillen belegte das indonesische Team Platz 41 im Medaillenspiegel.

### Gold
| Name(n)                     | Sportart  | Wettkampf |
| --------------------------- | --------- | --------- |
| Rexy Mainaky, Ricky Subagja | Badminton | Doppel    |

### Silber
| Name       | Sportart  | Wettkampf      |
| ---------- | --------- | -------------- |
| Mia Audina | Badminton | Frauen, Einzel |

### Bronze
| Name(n)                               | Sportart  | Wettkampf      |
| ------------------------------------- | --------- | -------------- |
| Budi Ariantho Antonius, Denny Kantono | Badminton | Doppel         |
| Susi Susanti                          | Badminton | Frauen, Einzel |

## Teilnehmer nach Sportarten

### Badminton
- Hariyanto Arbi
Einzel: 4. Platz
- Alan Budikusuma
Einzel: 5. Platz
- Joko Supriyanto
Einzel: 5. Platz
- Rexy Mainaky
Doppel: Gold
- Ricky Subagja
Doppel: Gold
- Budi Ariantho Antonius
Doppel: Bronze
- Denny Kantono
Doppel: Bronze
- Bambang Supriyanto
Doppel: 9. Platz
- Rudy Gunawan
Doppel: 9. Platz
- Rosalina Riseu
Mixed, Doppel: 5. Platz
- Flandy Limpele
Mixed, Doppel: 5. Platz
- Minarti Timur
Mixed, Doppel: 5. Platz
- Tri Kusharyanto
Mixed, Doppel: 5. Platz
- Mia Audina
Frauen, Einzel: Silber
- Susi Susanti
Frauen, Einzel: Bronze
- Yuliani Santosa
Frauen, Einzel: 9. Platz
- Eliza Nathanael
Frauen, Doppel: 5. Platz
- Zelin Resiana
Frauen, Doppel: 5. Platz
- Finarsih
Frauen, Doppel: 9. Platz
- Lili Tampi
Frauen, Doppel: 9. Platz

### Bogenschießen
- Nurfitriyana Saiman-Lantang
Frauen, Einzel: 32. Platz
Frauen, Mannschaft: 15. Platz
- Danahuri Dahliana
Frauen, Einzel: 36. Platz
Frauen, Mannschaft: 15. Platz
- Hamdiah Damanhuri
Frauen, Einzel: 42. Platz
Frauen, Mannschaft: 15. Platz

### Boxen
- La Paene Masara
Halbfliegengewicht: 5. Platz
- Hermensen Ballo
Fliegengewicht: 9. Platz
- Nemo Bahari
Federgewicht: 17. Platz
- Hendrik Simangunsong
Halbmittelgewicht: 9. Platz

### Gewichtheben
- Hari Setiawan
Fliegengewicht: 12. Platz

### Judo
- Krisna Bayu
Mittelgewicht: 21. Platz

### Leichtathletik
- Ethel Hudson
Marathon: 72. Platz

### Schwimmen
- Richard Sam Bera
50 Meter Freistil: 44. Platz
100 Meter Freistil: 34. Platz

### Segeln
- Oka Sulaksana
Windsurfen: 13. Platz

### Tennis
- Yayuk Basuki
Frauen, Einzel: 33. Platz
Frauen, Doppel: 9. Platz
- Romana Tedjakusuma
Frauen, Doppel: 9. Platz

### Tischtennis
- Anton Suseno
Einzel: 33. Platz
- Rossy Pratiwi Dipoyanti
Frauen, Einzel: 49. Platz

### Volleyball (Beach)
- Mohamed Nurmufid
Herrenwettkampf: 17. Platz
- Markoji
Herrenwettkampf: 17. Platz
- Timy Yudhani Rahayu
Frauenwettkampf: 13. Platz
- Etta Kaize
Frauenwettkampf: 13. Platz